# Чауж
Чауж — посёлок в Свердловской области России. Входит в городской округ город Нижний Тагил. Бывшая станция Висимо-Уткинской узкоколейной железной дороги.

## Население
На 2010 год в посёлке проживало 13 человек. Большинство населения составляют дачники из Нижнего Тагила.
| 2002 | 2010 |
| ---- | ---- |
| 12   | ↗13  |

## География
Посёлок Чауж расположен в гористой и лесистой местности на левом берегу реки Чауж, находится к северо-западу от Екатеринбурга, в 22 километрах к юго-западу от Нижнего Тагила (по дороге в 26 километрах) и к западу от большого посёлка Черноисточинска. К северу от посёлка расположена гора Чауж, к западу и востоку от посёлка в реку Чауж впадают две небольшие речки - Чаужинка и Чаусь. Вблизи посёлка проходит шоссе местного значения Нижний Тагил —Черноисточинск — Висимо-Уткинск, на котором возле посёлка есть автобусная остановка.

## История
Поселение было основано в начале XIX века при обнаруженном на реке Чауж платинового месторождения. По количеству добытой платины в то время река занимала третье место в Нижнетагильском округе после рек Мартьян и Висим. В 1841 году через реку Чауж было построено два моста. Вблизи посёлка в XIX веке было открыто три платиновых прииска: Косогорский, Григорьевский и Павловский. Прииски располагались выше и ниже посёлка по течению реки. Число рабочих доходило до ста человек. В начале XX века в посёлке работала одна драга новозеландского типа «Артур Браун». В 1912 году по подсчётам запасов платины в реке составляло около 486 пудов. 
В советское время была установлена драга № 42, Павловский прииск был переименован в Красный Октябрь. В 1990-е годы месте Павловского прииска и посёлка была основана база отдыха «ВГОК», на противоположной стороне реки отстроили коллективный сад. Между ними сооружён мост с плотиной и образован небольшой пруд.
В 2008 году была демонтирована Висимо-Уткинская узкоколейная железная дорога и упразднена станция Чауж.

## Инфраструктура
В Чауже нет собственной инфраструктуры, ближайшие медпункт, школа, почта, банк и магазин находятся в соседнем посёлке Черноисточинске.
Драга № 42 была закрыта ещё в советское время из-за нерентабельности. Промышленного производства в посёлке нет, жители иногда моют платину самостоятельно. Кроме того в посёлке есть две частные пасеки, производство мёда — основное и единственное производство посёлка.
Добраться до посёлка можно на автобусе из Нижнего Тагила, идущем до посёлка Висима.